# High Voltage (песня)
«High Voltage» (в пер. с англ. — Высокое напряжение) — третий в общем и первый с альбома T.N.T., сингл австралийской хард-рок-группы AC/DC, выпущенный 23 июня 1975 года на лейбле Albert Productions.

## О сингле
Впервые она была выпущена в Австралии в качестве сингла в июле 1975 года, являясь восьмым треком второго альбома AC/DC T.N.T., изданного в Австралии. Песня была написана Ангусом Янгом, Малькольмом Янгом и Боном Скоттом. Песня заняла № 48 по UK Singles Chart в 1980 году.
Название «High Voltage» имеют также дебютные австралийский и международный альбомы AC/DC. Это девятый и последний трек на международной версии, выпущенный в мае 1976 года. «High Voltage» был также выпущен как сингл в Великобритании и прочих странах Европы в 1976 году.
Эта песня является одной из самых популярных и вошла в пять официальных концертных альбомов AC/DC: Live from the Atlantic Studios (в исполнении Бона Скотта, 1977), If You Want Blood You’ve Got It (Скотт, 1978), Let There Be Rock: The Movie' (Скотт, 1979) и Live: 2 CD в коллекционном издании (Брайан Джонсон, 1992).
В 2010 году на Black Ice World Tour, во время исполнения песни хором, на экранах, стоящих на сцене, демонстрировались изображения Бона Скотта в память о 30-летии со дня его смерти.

## Список композиций
Австралийская версия
| №  | Название       | Длительность |
| -- | -------------- | ------------ |
| 1. | «High Voltage» | 4:22         |

| №  | Название        | Длительность |
| -- | --------------- | ------------ |
| 1. | «Soul Stripper» | 4:30         |

Английская и европейская версии
| №  | Название       | Длительность |
| -- | -------------- | ------------ |
| 1. | «High Voltage» | 4:22         |

| №  | Название    | Длительность |
| -- | ----------- | ------------ |
| 1. | «Live Wire» | 5:20         |

## Участники записи
- Бон Скотт — вокал
- Ангус Янг — соло-гитара
- Малькольм Янг — ритм-гитара, бэк-вокал
- Марк Эванс — бас-гитара, бэк-вокал
- Тони Курренти[англ.] — ударные